# Alain Pancrazi
Pour les articles homonymes, voir Pancrazi.
 (mars 2015).
Si vous disposez d'ouvrages ou d'articles de référence ou si vous connaissez des sites web de qualité traitant du thème abordé ici, merci de compléter l'article en donnant les références utiles à sa vérifiabilité et en les liant à la section « Notes et références ».
 (janvier 2024).
La mise en forme du texte ne suit pas les recommandations de Wikipédia : il faut le « wikifier ».
Les points d'amélioration suivants sont les cas les plus fréquents. Le détail des points à revoir est peut-être précisé sur la page de discussion.
- Les titres sont pré-formatés par le logiciel. Ils ne sont ni en capitales, ni en gras.
- Le texte ne doit pas être écrit en capitales (les noms de famille non plus), ni en gras, ni en italique, ni en « petit »…
- Le gras n'est utilisé que pour surligner le titre de l'article dans l'introduction, une seule fois.
- L'italique est rarement utilisé : mots en langue étrangère, titres d'œuvres, noms de bateaux, etc.
- Les citations ne sont pas en italique mais en corps de texte normal. Elles sont entourées par des guillemets français : « et ».
- Les listes à puces sont à éviter, des paragraphes rédigés étant largement préférés. Les tableaux sont à réserver à la présentation de données structurées (résultats, etc.).
- Les appels de note de bas de page (petits chiffres en exposant, introduits par l'outil «  Source ») sont à placer entre la fin de phrase et le point final[comme ça].
- Les liens internes (vers d'autres articles de Wikipédia) sont à choisir avec parcimonie. Créez des liens vers des articles approfondissant le sujet. Les termes génériques sans rapport avec le sujet sont à éviter, ainsi que les répétitions de liens vers un même terme.
- Les liens externes sont à placer uniquement dans une section « Liens externes », à la fin de l'article. Ces liens sont à choisir avec parcimonie suivant les règles définies. Si un lien sert de source à l'article, son insertion dans le texte est à faire par les notes de bas de page.
- La présentation des références doit suivre les conventions bibliographiques. Il est recommandé d'utiliser les modèles {{Ouvrage}}, {{Chapitre}}, {{Article}}, {{Lien web}} et/ou {{Bibliographie}}. Le mode d'édition visuel peut mettre en forme automatiquement les références.
- Insérer une infobox (cadre d'informations à droite) n'est pas obligatoire pour parachever la mise en page.

Pour une aide détaillée, merci de consulter Aide:Wikification.
Si vous pensez que ces points ont été résolus, vous pouvez retirer ce bandeau et améliorer la mise en forme d'un autre article.
 (janvier 2024).
Alain Pancrazi (né le 29 mai 1947 à Marseille) est un producteur français.

## Carrière
Ses productions en télévision sont :
2022 « Toutes ces choses qu'on ne s’est pas dites », adaptée de l’œuvre éponyme de Marc Lévy réalisée par Miguel Courtois avec Jean Reno et Alexandra-Maria Lara un 10 × 30 min pour Studiocanal et Starzplay  
« L’Amour (presque) parfait » une comédie romantique réalisée par Pascale Pouzadoux avec Maud Baecker, Isabelle Vitari, Nadia Roz et Tom Leeb un 6 × 52 min pour France 2.  

Ses dernières productions pour le cinéma sont : 
« Holy Lands »(2019)  de Amanda Sthers avec James Caan, Tom Hollander, Rosanna Arquette et Patrick Bruel - Primé à Los Angeles au Festival du Film Downtown « Meilleure adaptation cinématographique » et « Meilleure lumière » 2019. Primé au Festival de Palerme Efebo d'oro, winner, Special Award "Culture" Lions Club Palermo dei Vespri 2019.  
« À cause des filles..? » , film de 2019 de Pascal Thomas avec José Garcia, Audrey Fleurot et Pierre Richard.  

La série d'animation Zoé et Milo (26 × 7 min) est disponible sur la plateforme OKOO de France Télévisions et diffusée sur France 4 (2020).

## Filmographie

### Producteur/long-métrage
- 2019 : À cause des filles..? de Pascal Thomas[7]
- 2019 : Holy Lands de Amanda Sthers
- 2017 : Madame de Amanda Sthers
- 2017 : Venise sous la neige de Elliott Covrigaru
- 2015 : House of Time de Jonathan Helpert
- 2013 : Fonzy de Isabelle Doval
- 2012 : Bangkok Renaissance de Jean-Marc Minéo
- 2012 : Harissa mon amour de Frédéric Dantec
- 2012 : Aux yeux de tous de Cédric Jimenez et Arnaud Duprey
- 2004 : Ouaga saga de Dani Kouyaté
- 2004 : Nous étions libres (Head in the Clouds) de John Duigan
- 2000 : Rats and Rabbits de Lewis Furey, avec Carole Laure
- 1986 : Bleu comme l'enfer de Yves Boisset
- 1984 : Cent Jours à Palerme (Cento giorni a Palermo) de Giuseppe Ferrara
- 1984 : Les Fauves de Jean-Louis Daniel

## Récompenses et distinctions
- Le 13 mai 2016, Alain Pancrazi est nommé au grade de chevalier dans l'ordre national du Mérite[9].
- Le 13 juillet 2023, il est nommé au grade de chevalier dans l'ordre national de la Légion d'honneur[10].

## Pour approfondir